# Balabac (Palawan)
Balabac is een gemeente in de Filipijnse provincie Palawan. De gemeente bestaat uit 30 eilanden. De grootste daarvan zijn Balabac, Bancalan, Bugsuk, Mantangule, Pandanan en Ramos. Bij de laatste census in 2007 had de gemeente bijna 30 duizend inwoners.

## Geografie

### Bestuurlijke indeling
Balabac is onderverdeeld in de volgende 20 barangays:
| - Agutayan - Bugsuk - Bancalaan - Indalawan - Catagupan - Malaking Ilog - Mangsee - Melville - Pandanan - Pasig | - Rabor - Ramos - Salang - Sebaring - Poblacion I - Poblacion II - Poblacion III - Poblacion IV - Poblacion V - Poblacion VI |

## Demografie
Balabac had bij de census van 2007 een inwoneraantal van 29.622 mensen. Dit zijn 4.365 mensen (17,3%) meer dan bij de vorige census van 2000. De gemiddelde jaarlijkse groei komt daarmee uit op 2,22%, hetgeen hoger is dan het landelijk jaarlijks gemiddelde over deze periode (2,04%). Vergeleken met de census van 1995 is het aantal mensen met 7.945 (36,7%) toegenomen.

De bevolkingsdichtheid van Balabac was ten tijde van de laatste census, met 29.622 inwoners op 581,6 km², 37,3 mensen per km².